# Hertogenwald

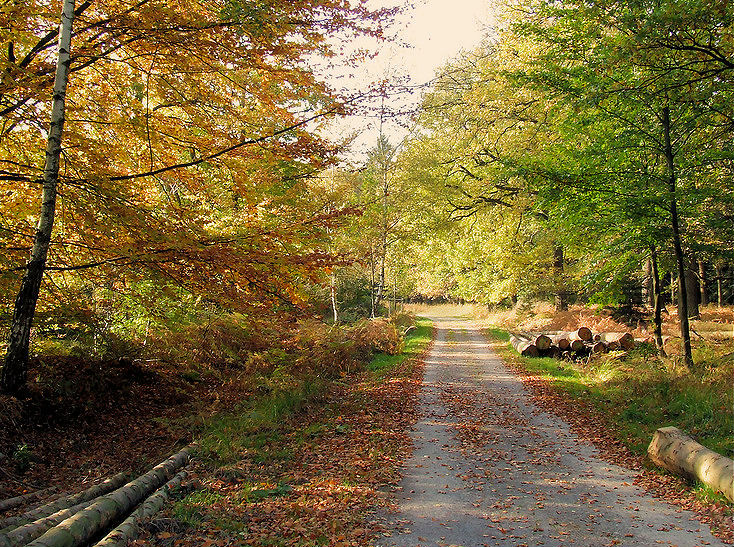
Hertogenwald bei Eupen, ehemalige Trasse der Schmalspurbahn
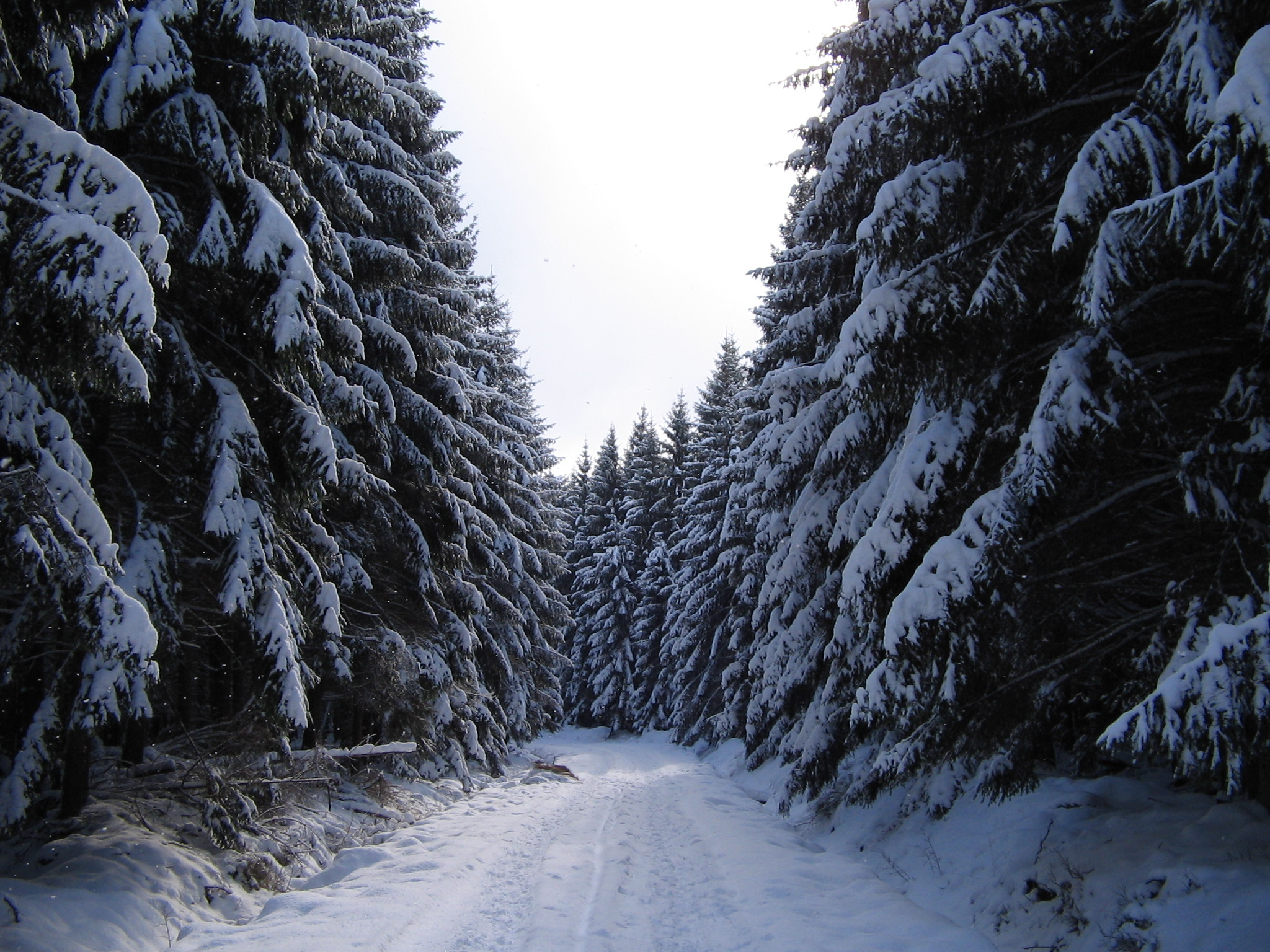
Der Hertogenwald im Winter

Der Hertogenwald (deutsch früher Herzogenwald), ist ein ehemals herzogliches Waldgebiet und geschlossenes Waldgebiet im Osten Belgiens, nördlich des Hohen Venns gelegen und ein Teil der Ardennen. Es befindet sich auf dem Gebiet der Gemeinden Eupen, Raeren, Baelen, Limbourg und Jalhay und ist Bestandteil des „Vennvorlandes“ im grenzüberschreitenden Naturpark Hohes Venn-Eifel. Mit seinen 12.300 ha ist der Hertogenwald eines der größten geschlossenen Hochwaldareale in den Ardennen.

## Geschichte
Seit dem 13. Jahrhundert ist das Gebiet immer in Händen der Herzöge von Limburg und, in deren Nachfolge, der Herzöge von Brabant gewesen. Vor den Rodungen des Mittelalters erstreckte sich das Gebiet bis an den Aachener Stadtwald. Ab 1795 war es französischer Staatswald, ab 1815 niederländischer und preußischer Staatswald; ab 1920 kam das Gebiet vollständig an Belgien. Ab 1830 unterschied man den Hertogenwald in einen zu Belgien gehörenden westlichen Teil und in einen östlichen zu Preußen gehörenden Teil. Aktuell werden diese Gebiete immer noch von zwei unterschiedlichen Forstämtern verwaltet. Trennlinie der Gebiete ist die ehemalige Staatsgrenze, die durch den Verlauf des Hillbaches vorgegeben ist. Ein großer Teil des westlichen Hertogenwaldes ist der sogenannten „königlichen Jagd“ zugehörig, die im Forsthaus Hestreux (dt.: Heisterberg) ihren Ausgangspunkt hat.
In der 2. Hälfte des 17. Jahrhunderts verschwand der ursprünglich aus Buchen, Eichen, Erlen und Eschen bestehende Wald infolge Überweidung und starker Abholzung für die Eisenherstellung. Das Gebiet, wie auch das der angrenzenden Eifel, waren ohne hoch wachsenden Baumbestand, weshalb der habsburgische Statthalter 1775 einen Erlass unterzeichnete, in dessen Folge versuchsweise ein Areal mit schnell wachsenden Fichten bepflanzt werden konnte.
Noch heute tragen diese Parzellen den Flurnamen zu den „tausend Tannen“ oder zu den „zehntausend Tannen“. Ab der Mitte des 19. Jahrhunderts begann die preußische Forstverwaltung im östlichen Teil groß angelegte Monokulturen mit Nadelhölzern anzulegen. Derzeit besteht der Wald noch zu etwa 2/3 aus Nadelhölzern und zu 1/3 aus Laubhölzern. Um diese Situation umzukehren, erfolgen derzeit im Rahmen des Projektes Natura 2000, Renaturierungen der Bachläufe und verstärkte Aufforstung mit tiefer wurzelnden Laubbäumen.

## Holzplünderung während des Ersten Weltkrieges

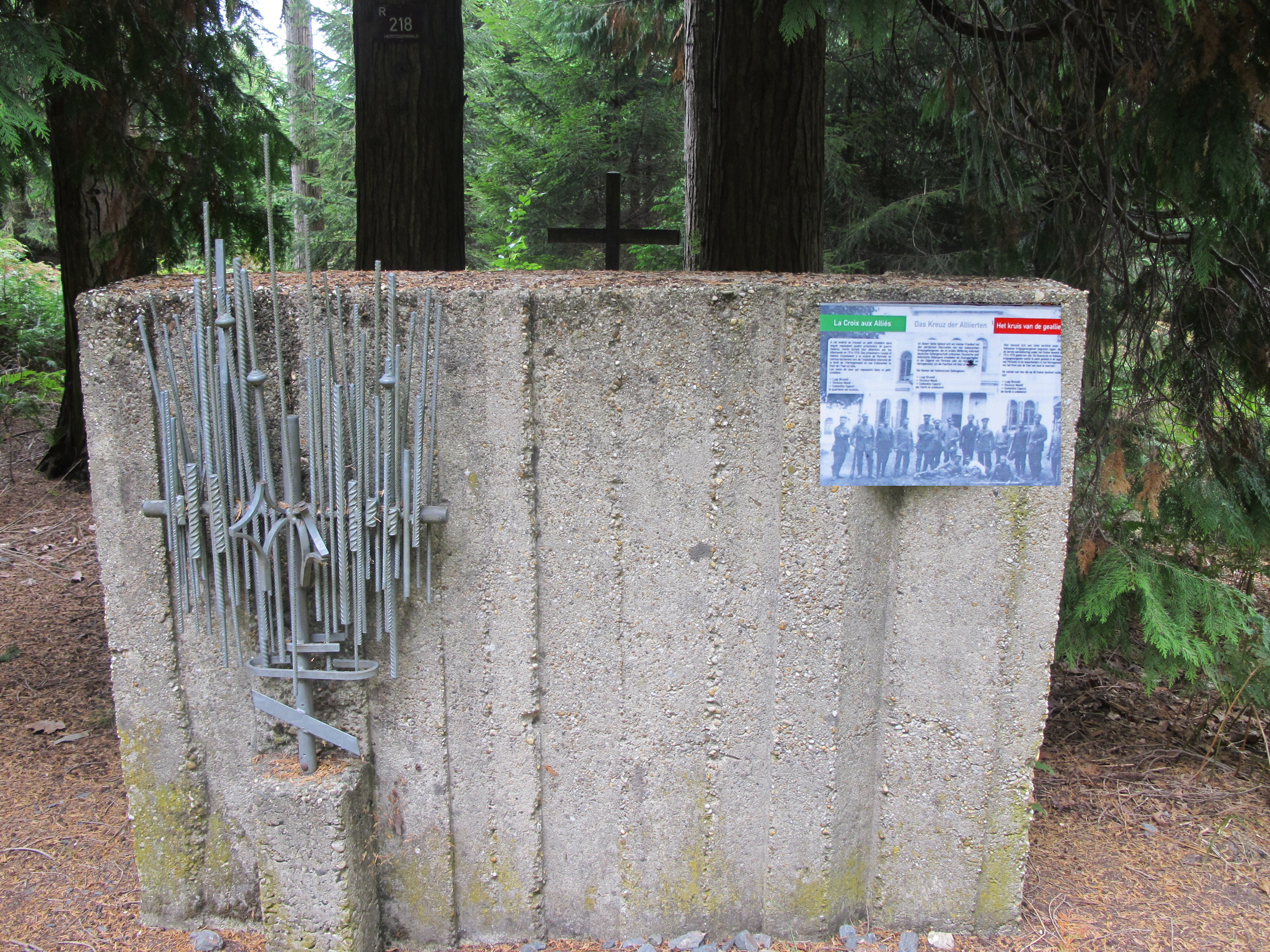
Mahnmal für die bei der Arbeit zu Tode gekommenen Kriegsgefangenen

In dem Zeitraum zwischen 1916 und 1918 ließ die deutsche Militärleitung durch russische und später italienische Kriegsgefangene große Mengen Hartholz (Eichen und Buchen) dem westlichen, damals belgischen Teil des Hertogenwaldes entnehmen, um damit die Schützengräben an der 700 km langen Yser-Front zu befestigen. Zu diesem Zweck wurde ein Schmalspurbahnschienennetz, mit einer Gesamtlänge von 60 km durch den Hertogenwald angelegt, dem man den Namen „Trans-Hertogenwaldbahn“ gab. Parallel dazu wurde im Wesertal bei Membach ein leistungsstarker Sägereibetrieb angelegt, in dem das Holz verarbeitet wurde. Nach Schätzungen eines zuständigen Forstbeamten, wurden rund 300 000 kräftige Bäume entnommen. Lediglich die schwer zugänglichen Hänge an der Gileppe-Talsperre wurden von dem Raubbau ausgenommen. Von Membach per Eisenbahn aus wurde das Holz über Dolhain nach Flandern befördert. Zum Holzrücken wurden die Bauern aus den umliegenden belgischen Dörfern mit ihren Pferden herangezogen. Ab 1920 wurden die Gleisanlagen nach und nach zurückgebaut.

## Arboretum Mefferscheid

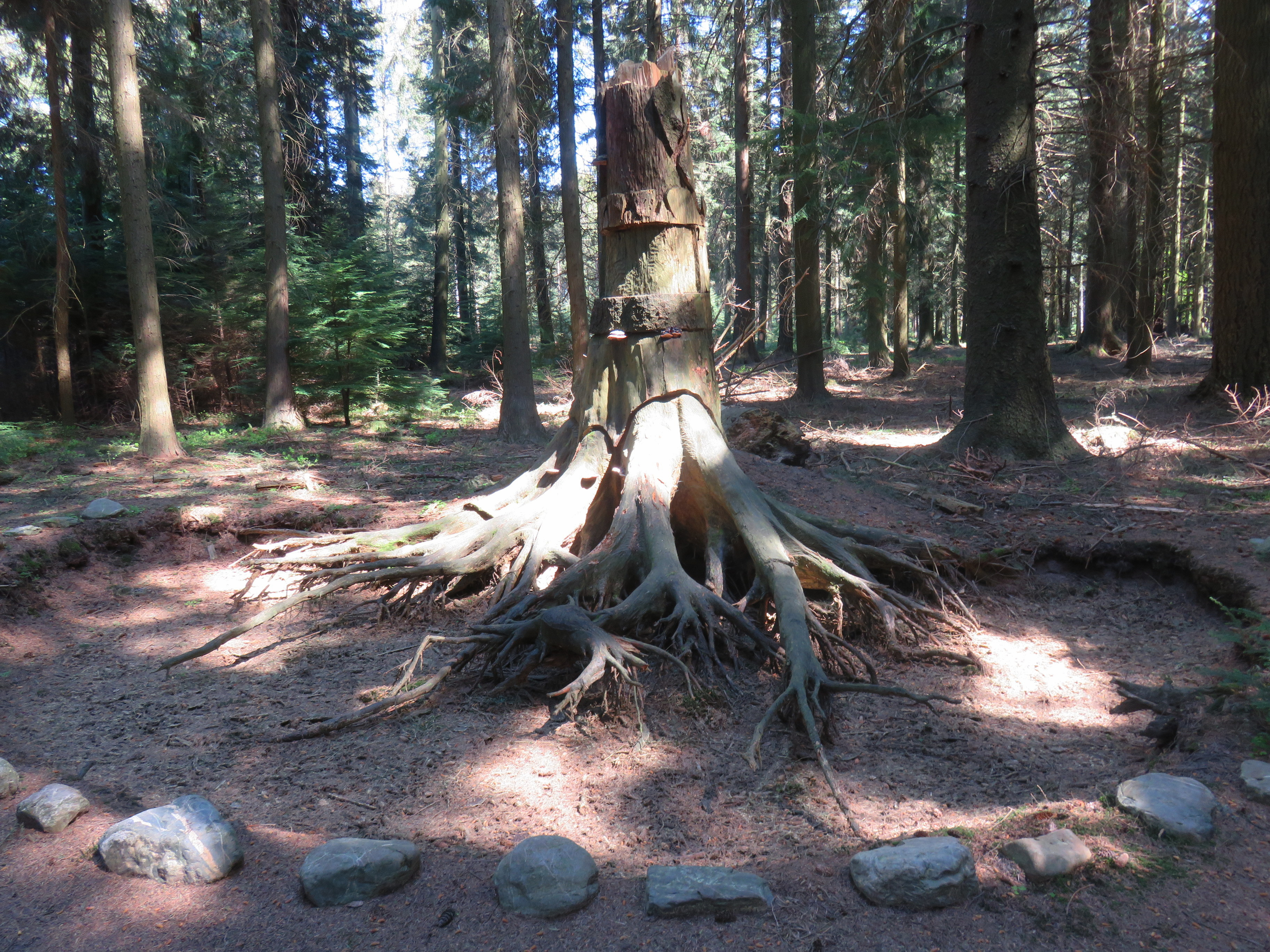
Gestaltungsbeispiel Ich suche meine Wurzeln.

1901 legte die damalige belgische Forstverwaltung unweit der Straßengabelung vor dem Forsthaus Hestreux ein etwa 5 Hektar großes Arboretum an, um den Wuchs hauptsächlich von Nadelhölzern aus Nordamerika, Asien und Europa auf dem kargen Boden zu beobachten. Mehrere der vor rund 120 Jahren gepflanzten Baumriesen sind noch vorhanden. Vor dem Areal befindet sich ein Parkplatz und es ist dank der Holzlattenpfade bequem zu erkunden. Seit 2012 trägt es auch die Beinamen Ar(t)boretum oder Drachenpfad, da sich dort künstlerisch gestaltete Holzobjekte befinden.

## Gewässer
Die wichtigsten Gewässer sind die Weser, der Getzbach, die Hill, die Soor und der Gileppebach, welche die Eupener Wesertalsperre, beziehungsweise die Gileppetalsperre speisen.

## Wandern im Hertogenwald

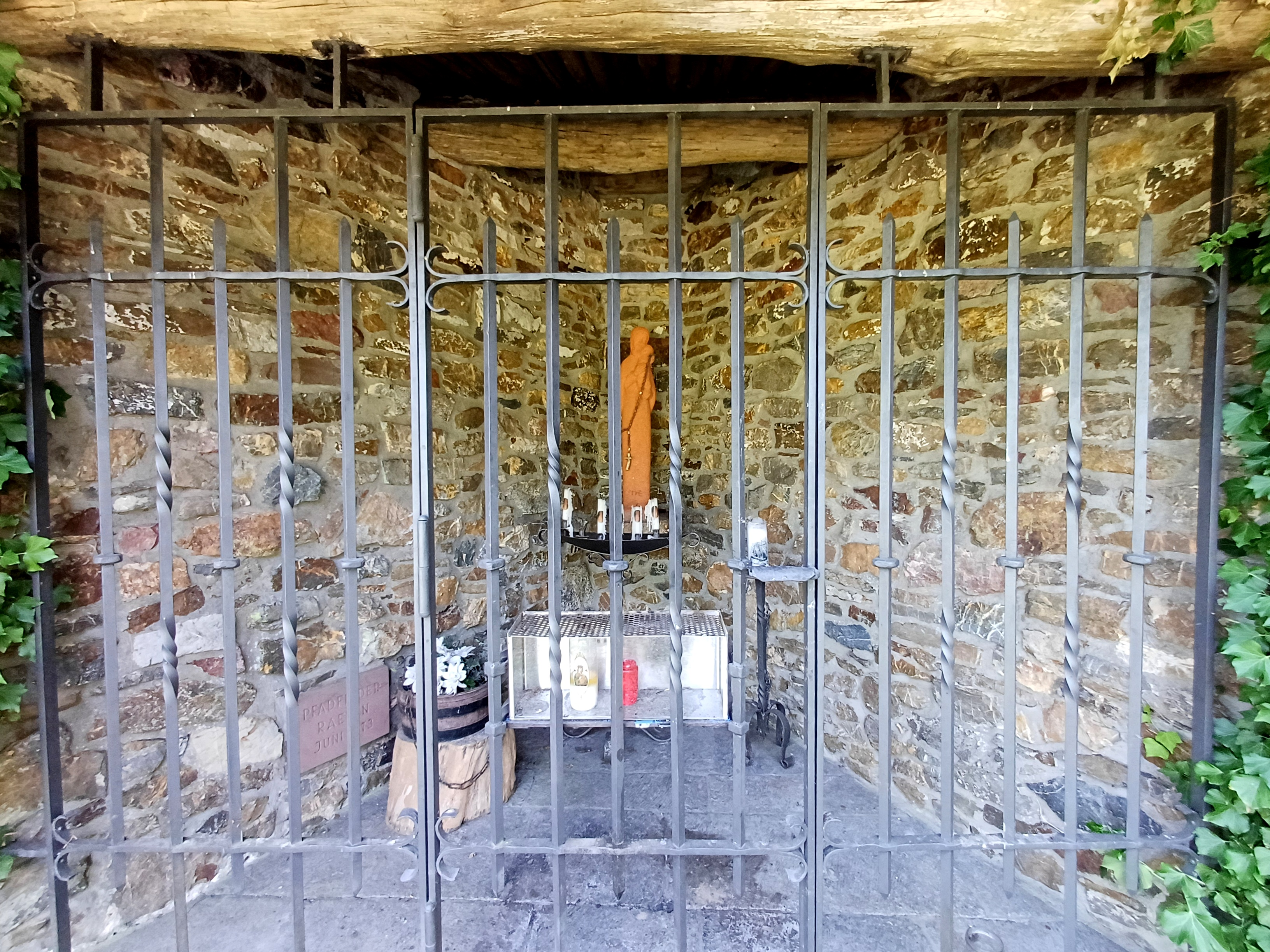
Kapelle Reinartzhof

Touristische und naturbezogene Informationen sind im Haus Ternell oder im Naturparkzentrum Botrange erhältlich. Zahlreiche Wander- und Radfahrmöglichkeiten bietet das zum Teil asphaltierte Forstwegenetz, das sich über mehr als hundert Kilometer erstreckt. Ein sehenswerter Ort ist die heutige Wüstung und frühere Siedlung Reinartzhof, die östlich der Wesertalsperre im Osthertogenwald liegt und einst als Pilgerhospiz für die Pilger auf dem am Hof vorbeiziehenden Pilgerweg von Aachen nach Trier diente. Heute erinnern eine Kapelle und mehrere Gedenksteine und Wegekreuze sowie Informationstafeln an die einstige Besiedlung.